# Замок Тапіау
Замок Тапіау (нім. Tapiau) — замок Тевтонського ордену в місті Гвардєйську Калінінградській області, РФ. Входить до трійки найбільш збережених замків Калінінградській області — поряд із замками Вальдау в Низов'ї та Георгенбург поблизу Черняховська.

## Історія
Територія, на якій згодом був зведений замок, була захоплена тевтонцями в 1265 році. Дана фортифікаційна споруда вперше згадується як замок в 1258 році. У 1265 році фортеця була перебудована. Наступній перебудові замок піддався в 1280 році, внаслідок якої був істотно укріплений і розширений. Починаючи з XV століття, використовувався як в'язниця для політв'язнів. Кілька разів перебудовувався, був серйозно пошкоджений під час Першої світової війни. Після взяття Тапіау радянськими військами в січні 1945 року замок був переобладнаний у в'язницю. У 2013 році було прийнято рішення перевести засуджених до нової в'язниці, провести реставраційні роботи та відкрити двері для туристів.

## Архітектура
Північно-західне крило з його старими воротами й кімнатами та склепінчастий підвал південно-східного крила збереглися від колишнього чотирикрилого комплексу. Також збереглася ніша у формі арки над входом. Кімнати на першому поверсі підтримуються гаками на ребристих склепіннях та восьмигранними гранітними стовпами. Як і в Кенігсберзі, кімнати на північ також оформлені зірчастими склепіннями та головами тварин на консолях.

## Галерея

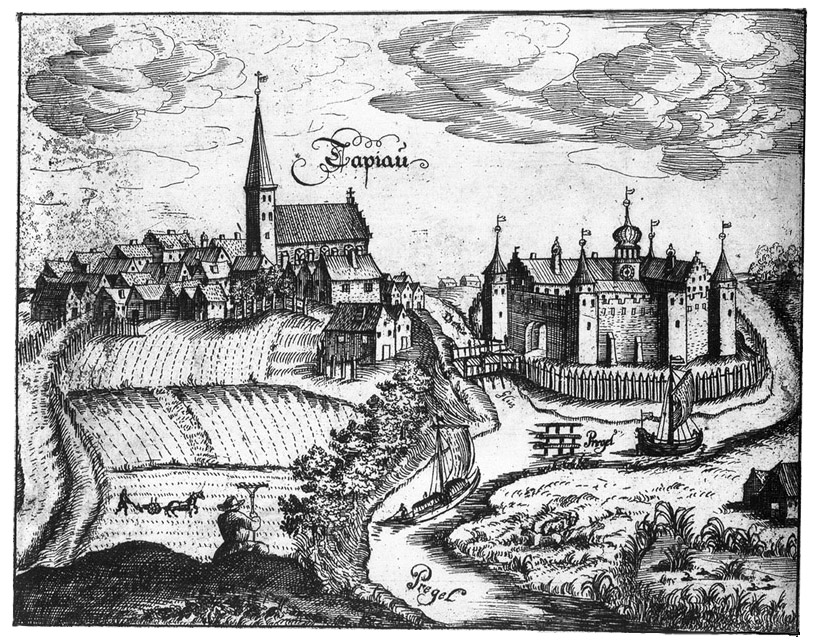
Замок Тапіау в епоху Середньовіччя
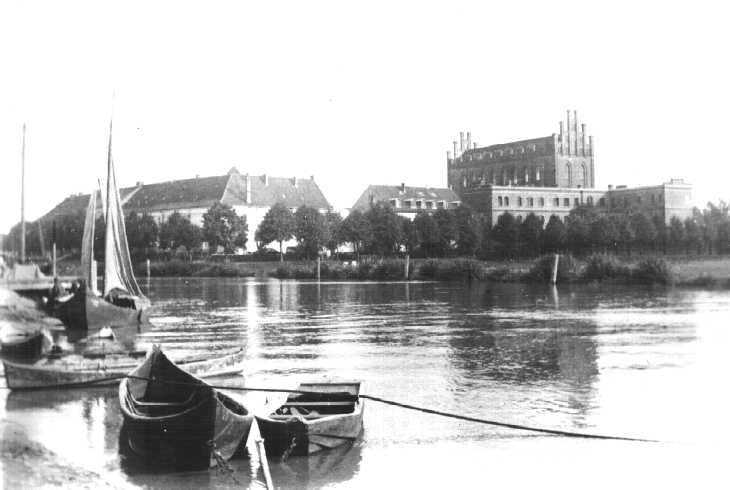
Замок Тапіау
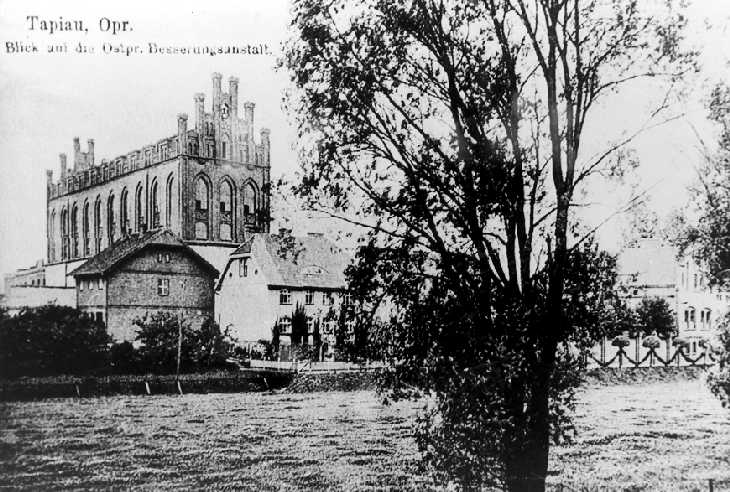
Замок Тапіау
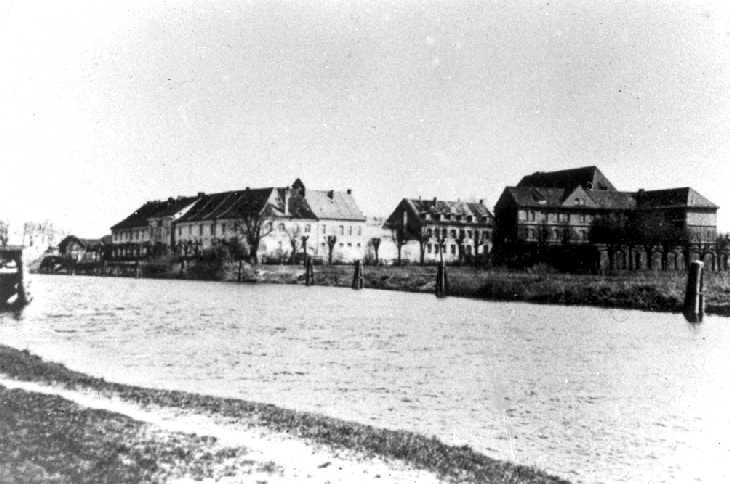
Вид на замок навпроти річки
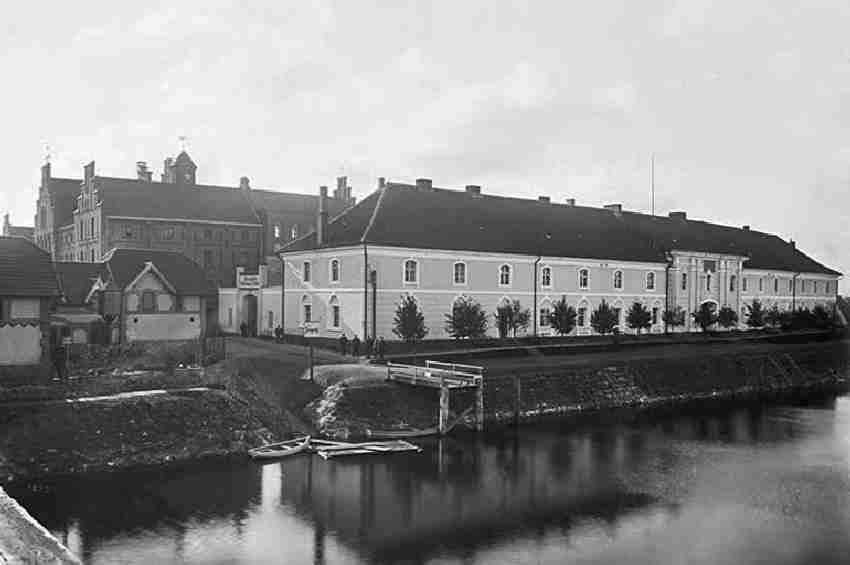
Вид на замок
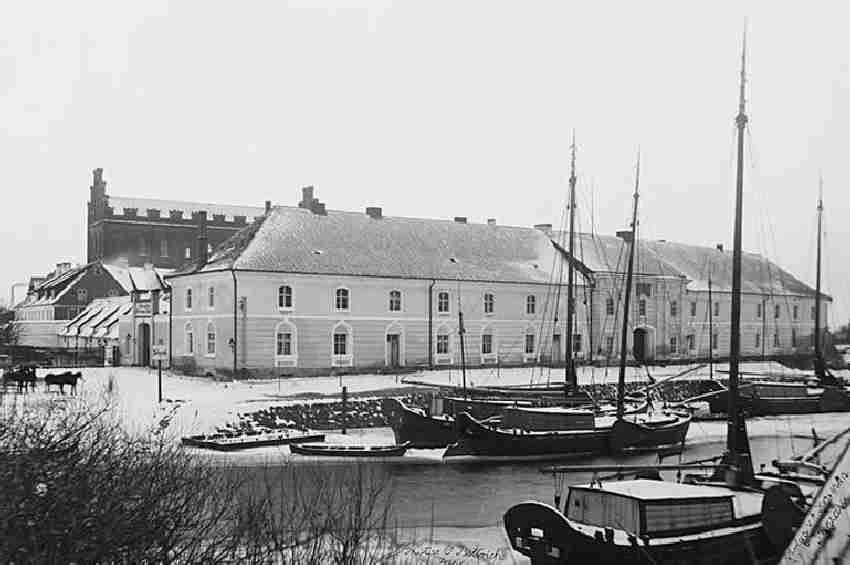
Вид на замок
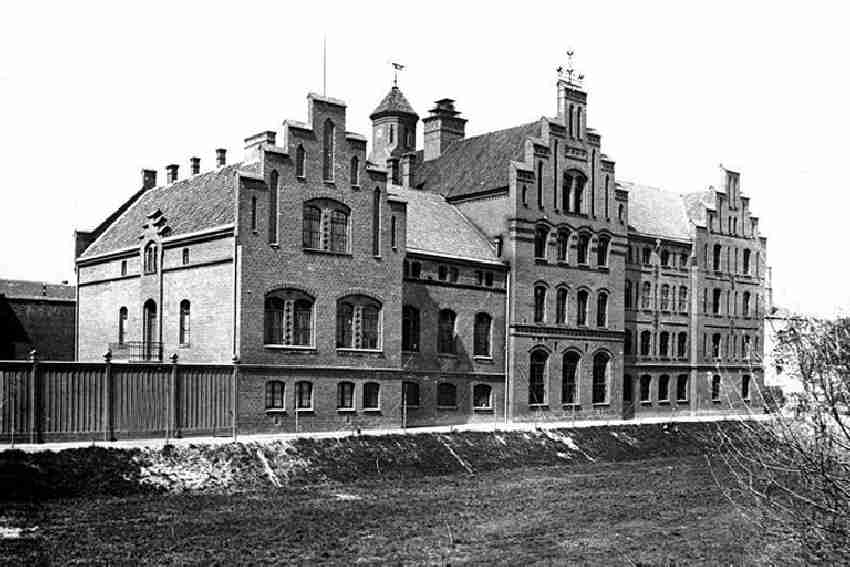
Головна будівля замку
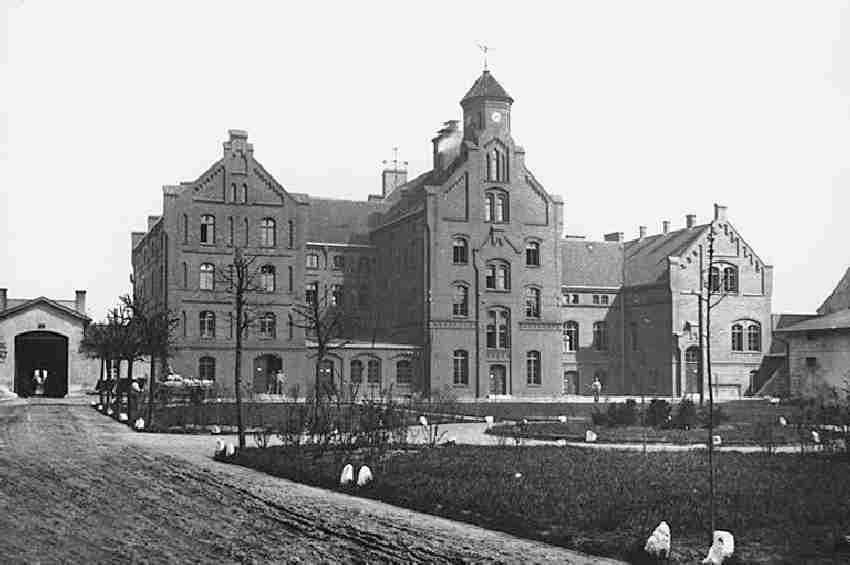
Задня частина замку
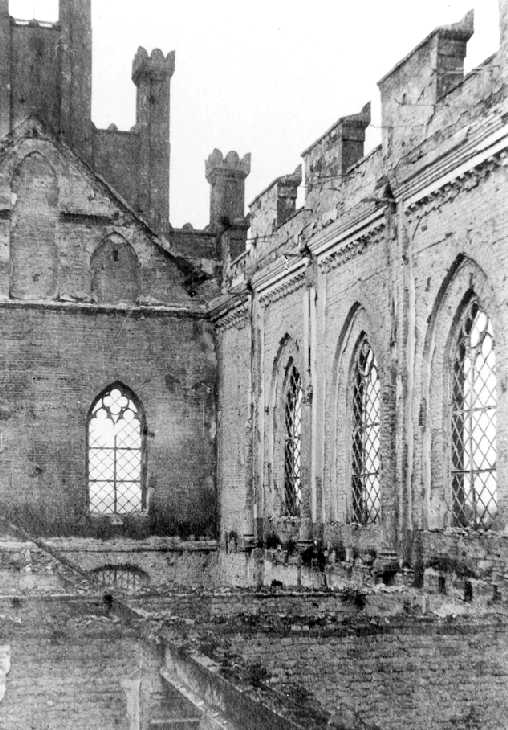
Замок під час Першої світової війни (1914 рік)
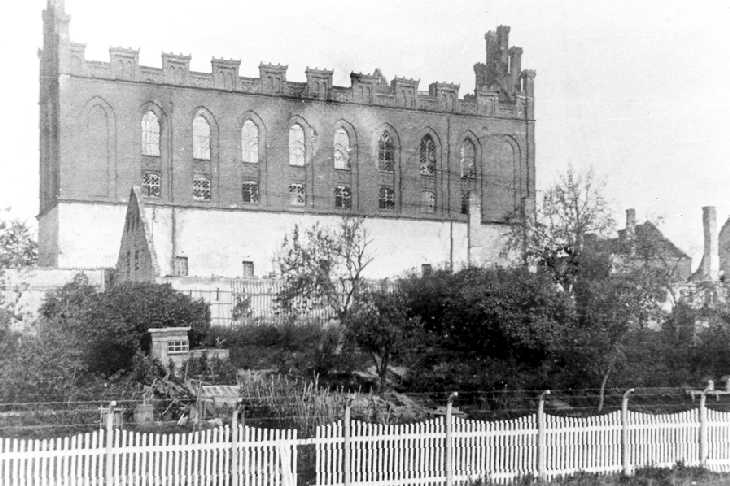
Замок під час Першої світової війни (1914 рік)
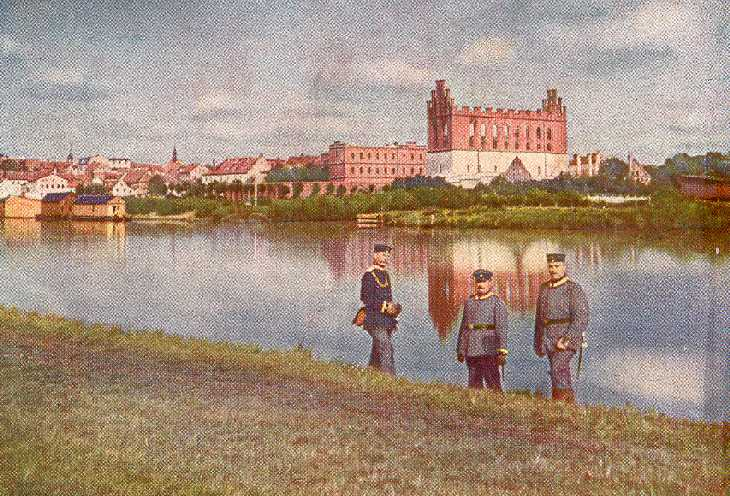
Вид через Прегель (1914 рік)